# Francisco Manuel de los Herreros Schwager
Francisco Manuel de los Herreros Schwager (El Pedernoso, provincia de Cuenca, 1817-1903) fue un científico, periodista y funcionario español, primo del escritor Manuel Bretón de los Herreros.

## Biografía
De inteligencia poco común, en 1836 obtuvo el título de bachiller en filosofía en Barcelona y poco después, con 19 años, le dieron su primer destino docente en Mahón (Menorca), sin percibir remuneración alguna, una cátedra gratuita de Aritmética y Geometría aplicadas a las Artes que estaba subvencionada por el Ayuntamiento. Ya entonces hablaba inglés, francés y alemán como su abuelo paterno, el traductor suizo de Edward Young Antonio Schwager y su bisabuelo materno, Pedro Ramis, políglota dominador de ocho lenguas y autor también de algunas traducciones del inglés y el francés. Durante una serie de años anduvo embarcado en bajeles de la escuadra norteamericana y ejerció de profesor de español en una breve estancia suya en los Estados Unidos de América.
En Menorca fue secretario del Ayuntamiento de Mahón y después de la subdelegación de Hacienda en la isla. En 1841 pasó a residir en Mallorca antes de ser nombrado secretario de la  Junta Provincial del Censo y oficial primero de la Diputación, para finalmente ser oficial del Gobierno político. En 1871 se convirtió en el administrador de los bienes del Archiduque Luis Salvador de Austria en Mallorca, aunque esto no lo apartó de su vida profesional. Fue, asimismo, uno de los principales impulsores de la introducción del ferrocarril en Mallorca. En 1872 era vocal de la Junta de Gobierno de la Sociedad Ferrocarril de Mallorca.
Durante los años 1873-1874 fue administrador, cuando se establecía la línea entre Palma e Inca. También fue Presidente de la Caja de Ahorros y Monte de Piedad de las Baleares desde 1894 hasta su muerte, producida en 1903.
Fue uno de los primeros profesores de la Escuela Normal de Instrucción Primaria, es decir, el centro de formación de los maestros de enseñanza primaria en las Islas Baleares, abierto en 1882. También ocupó la cátedra de Lógica del Instituto Balear, del cual fue director entre 1848 y 1900. Durante este tiempo fue catedrático de matemáticas y cosmología en la Escuela de Náutica. Sus observaciones sobre el eclipse de Sol de 1860 se publicaron el Boletín del Observatorio Astronómico de 1861.
Entre 1857 y 1860 fue miembro de la Junta Directiva de la Riqueza y vocal de la Junta Provincial de Estadística. Por otra parte perteneció muchas instituciones culturales y científicas y creó algunas, como la Academia Menorquina de Buenas Letras. En 1847 ingresó como socio de la Sociedad Económica del País, la cual llegó a presidir desde 1860 hasta su muerte. Fue colaborador literarios de diversas publicaciones periódicas: El Eco Menorquín, El Balear y Diario de Palma, e intervino en la corrección de la traducción de Santiago Palacio de la obra del Archiduque Ludwig Salvator Las Baleares, obra escrita y publicada en alemán con el título de Die Balearen in wort und bild geschildert (Palma de Mallorca, Imprenta del comercio, 1886-90), 2 vols.